# Externalización de Procesos de Conocimiento
Externalización de Procesos de Conocimiento (EPC), en inglés Knowledge Process Outsourcing (KPO), es la subcontratación por parte de una empresa de aquellas funciones de mayor valor y de procesos intensivos de conocimiento.
Es el paso siguiente en la evolución de la externalización después del Business Process Outsourcing (BPO). 
Las empresas que ofrecen EPC entregan servicios de procesos más cercanos al núcleo del negocio que a los procesos en si. Dicho de otra forma, entrega servicios al nivel estratégico más que al nivel operacional. Se entrega experiencia en el negocio más que experiencia en los procesos.
Abarca áreas como servicios relacionados con la propiedad intelectual, análisis e investigación de negocios, investigación legal, investigación clínica, publicaciones, investigación de mercado, investigación de inversiones, servicios de ingeniería y de diseño, investigación y desarrollo. En general las áreas cuya naturaleza del trabajo demanda personas especializadas, expertas y con avanzadas habilidades analíticas.